# Valkyrien Allstars
Valkyrien Allstars è un gruppo musicale norvegese formatosi nel 2003. È costituito dai musicisti Tuva Syvertsen, Erik Sollid, Magnus Larsen e Martin Langlie.

## Storia del gruppo
Il loro album in studio d'esordio eponimo (2007) ha raggiunto la 21ª posizione della VG-lista e ha fatto guadagnare al gruppo una nomination per lo Spellemannprisen alla rivelazione dell'anno.
È stato poi presentato To måner (2009), il cui debutto in classifica è avvenuto al 17º posto. Ingen hverdag (2011), invece, ha esordito alla 23ª posizione. Tre anni più tardi hanno fatto ritorno sulle scene musicali pubblicando l'LP Farvel slekt og venner, quarto ingresso del gruppo nella graduatoria norvegese e finito in lizza per lo Spellemannprisen al folk/musica tradizionale.
Slutte og byne (2020), il loro disco più recente, si è portato a casa un riconoscimento agli Spellemannprisen.

## Formazione
- Tuva Syvertsen – voce, violino, hardingfele
- Erik Sollid – voce, violino, hardingfele, mandolino
- Magnus Larsen – contrabbasso
- Martin Langlie – batteria

## Discografia

### Album in studio
- 2007 – Valkyrien Allstars
- 2009 – To måner
- 2011 – Ingen hverdag
- 2014 – Farvel slekt og venner
- 2016 – Prøv å si noe til meg nå
- 2020 – Slutte og byne

### Singoli
- 2009 – Sommernattsdrøm
- 2010 – Nå vil jeg ikke leke med teitinger mer
- 2012 – Å eg veit meg eit land
- 2012 – Grøfter
- 2014 – Kom hjem
- 2016 – Jeg lover deg
- 2020 – Slutte og byne
- 2020 – Midtstripa
- 2020 – Alt går an å la vær